# Kraftwerk Hausham
Das Kraftwerk Hausham ist ein ehemaliges Kohle- und heutiges Gasturbinenkraftwerk in der oberbayerischen Gemeinde Hausham im Landkreis Miesbach. Es wird heute nur noch als Reservekraftwerk betrieben und dient der Abdeckung von Spitzenlasten. Eigentümer und Betreiber ist die Peissenberger Kraftwerks Gesellschaft mbH (PKG), die ein gemeinsames Tochterunternehmen der Bayernwerk AG und der Lechwerke ist.

## Aufbau und Geschichte

### Kohlekraftwerk
Im Jahr 1960 wurde in Hausham ein Kohlekraftwerk gebaut, das von der Bayerischen Berg-, Hütten- und Salzwerke AG betrieben wurde. Das Kraftwerk verstromte Pechkohle aus dem Oberbayerischen Revier, insbesondere aus den Bergwerken Hausham und Peißenberg.
Nach dem Ende der Kohleförderung und Schließung der Bergwerke Ende der 1960er-Jahre erfuhr das Kraftwerk einen Umbruch: Am 1. Oktober 1970 wurde die Peissenberger Kraftwerks Gesellschaft gegründet, die das Kraftwerk kaufte. 1971 wurde das Kraftwerk auf Schwerölfeuerung umgerüstet, um schließlich 1982 stillgelegt zu werden. Im Höchststand 1972 arbeiteten 50 Menschen in dem Kraftwerk.

### Gasturbinenkraftwerk
Im Jahr 1984 wurden vier Gasturbinen in Betrieb genommen, deren Generatoren über eine elektrische Leistung von jeweils 25 Megawatt verfügen. Betrieben werden die Turbinen mit leichtem Heizöl. Da es sich um ein Notfallkraftwerk handelt, kommt es nur auf etwa 100 Betriebsstunden pro Jahr (Zum Vergleich: Ein Jahr hat 8760 Stunden). Dafür kann die Anlage im Vergleich zu anderen Kraftwerkstypen wie Kohlekraftwerken besonders schnell in Betrieb genommen werden: Vom Start bis auf Volllast benötigt sie ca. sechs bis zehn Minuten. Am Standort arbeiten fünf Mitarbeiter, um die Bereitschaft des Kraftwerks sicherzustellen. Über das Umspannwerk Hausham ist das Kraftwerk auf der 110-kV-Hochspannungsebene mit dem Stromnetz der E.ON Netz GmbH verbunden.
Neben dem Gasturbinenkraftwerk Hausham betreibt die PKG zwei Motorheizkraftwerke in Peissenberg und zehn mobile Notstromaggregate.

## Zwischenfälle
- Im Januar 2009 führte ein Turbinenschaden mit Getriebeausfall in einer der vier Gasturbinen zum Auslaufen von 4000 Litern Öl.[6][7] Da sich das Öl lediglich im Turbinenraum des Kraftwerks verteilte, sei die Umwelt nicht beeinträchtigt worden.[7]

## Treibhausgasemissionen
| Jahr                  | 2005  | 2006  | 2007  | 2008  | 2009 |
| --------------------- | ----- | ----- | ----- | ----- | ---- |
| CO2-Emissionen in t/a | 1.848 | 2.222 | 3.970 | 2.538 | 753  |

Historische Kohlendioxid-Emissionen (CO2) zeigt nebenstehende Tabelle. Für die Jahre 2008 bis 2012 hat das Kraftwerk jeweils 675 Emissionsberechtigungen, für den Gesamtzeitraum also 3.375 Emissionsberechtigungen, zugeteilt bekommen. Stößt das Kraftwerk in diesem Zeitraum also insgesamt mehr als 3.375 t CO2 aus, so muss der Betreiber Emissionsberechtigungen im EU-Emissionshandel zukaufen.